# 미투데이
미투데이(me2day)는 대한민국의 마이크로블로그 서비스였다. 2014년 6월 30일 서비스가 종료되었다.
가입 시 OpenID를 사용하였으나 2010년 기준으로 자체 아이디를 이용한 로그인과 네이버 아이디를 이용한 로그인을 지원하며, Open ID 지원은 3월 16일을 기준으로 서비스가 종료되었다. 가입 시에는 아이디와 비밀번호, 이메일 외에 아무런 정보도 받지 않는다. 글은 한 번 올릴 때 최대 150자까지 쓸 수 있고, 글마다 태그를 달 수 있다. 일단 쓴 글은 글을 쓴 지 1분이 지나면 수정이나 삭제가 불가능하여서, 이를 '낙장불입'이라고 했으나, 2010년 4월 1일 이후 삭제 기능을 도입하였다.
기존 블로그와 달리 일상 생활에서 벌어지는 다양한 상황에 대해 형식을 따지지 않는 아주 짧은 글들이 주로 올라오고, 이런 글들에 대해 미투(me2)를 눌러 동감함을 나타내거나 댓글을 추가함으로써 활발한 쌍방향 소통이 이루어지며 2010년 7월 28일 '모아보는' 메뉴를 통한 태그 보기를 없애고 '찾아보는' 메뉴를 통해 관심있는 태그의 글을 모아볼 수 있도록 개선하였다. 또한, 친구가 미투한 글을 볼 수 있도록 변경하여 정보 전달의 매체로서의 역할을 더 잘 할 수 있도록 하였다.
2008년 12월 22일 NHN은 ㈜미투데이를 인수한다고 밝혔다. NHN은 2009년 1월에 미투데이의 주식을 22억 4천만 원에 매입했다. 이후 2009년 12월 30일 NHN은 ㈜미투데이를 계열사에서 제외한다고 공시하였는데, 이 때문에 NHN이 미투데이를 포기하였다는 시선이 다수 있었지만, NHN은 이후 별도 공지를 통해 해명하였다.

## 같이 보기
- 네이버
  - 네이버 (기업)
- 트위터
- 시나 웨이보
- 폴라 (소셜 네트워크 서비스)